# Maria de Belém Roseira

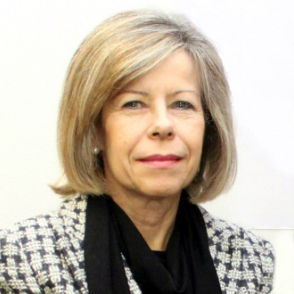
Maria de Belém Roseira im April 2015.

Maria de Belém Roseira Martins Coelho Henriques de Pina, in Portugal vorwiegend als Maria de Bélem bekannt (* 28. Juli 1949 in Porto) ist eine portugiesische Juristin und seit 1999 Abgeordnete der Assembleia da República und Politikerin der Partido Socialista (PS).

## Biographie

### Arbeit im öffentlichen Dienst
Maria de Belém schloss ihr Studium der Rechtswissenschaften mit Licenciatura an der Universität Coimbra im Jahre 1972 ab und begann ihre berufliche Laufbahn als Angestellte des Ministeriums für Unternehmen und soziale Wohlfahrt (1973) in der Abteilung für Sozialversicherung (Direção-Geral da Previdência). Nach dem Sturz der Diktatur setzte Belém ihre Arbeit auch weiterhin im öffentlichen Dienst fort, u. a. im Büro von Maria de Lourdes Pintasilgo, Staatssekretärin für Sozialversicherung und später als Büroleiterin des Gesundheitsministers des Bloco Central, António Maldonado Gonelha.  
1986/87 arbeitete Belém als Geschäftsführerin des kolonialen Rundfunks von Macau. 1988 ernannte Leonor Beleza, Gesundheitsministerin der Kabinette I und II unter Cavaco Silva, Belém zur stellvertretenden Leiterin der Santa Casa da Misericórdia von Lissabon (1988–1992). 1992 wechselte Belém als Geschäftsführerin zum Regionalzentrums des portugiesischen Instituts für Onkologie (1992–1995). 

### Ernennung zur Ministerin
Belém ist seit 1976 Mitglied der sozialistischen Partei. 1995 ernannte sie der sozialistische Premierminister António Guterres zur Gesundheitsministerin in seinem ersten Kabinett. 1999, im zweiten Kabinett von Guterres, übernahm Belém das Ressort für Gleichstellung. Aufgrund von Meinungsverschiedenheiten mit Manuela Arcanjo, die ihr im Gesundheitsressort nachfolgte, verließ sie die Regierung 2000.  

### Arbeit als Abgeordnete
Nachdem sie die Exekutive verlassen hatte, nahm sie ihre Arbeit als Abgeordnete der Assembleia da República auf, für die sie 1999 im Wahlkreis Porto gewählt worden war, das Mandat damals aber nicht angenommen hatte. Belém wurde 2002, 2005, 2009 und 2011 wiedergewählt.  
Im Dezember 2006, als sie immer noch Vorsitzende des Gesundheitsausschusses war, stellte das private Gesundheitsunternehmen Espírito Santo Saúde Belém als Beraterin ein. Sie erklärte, dass sie es nicht als einen Interessenkonflikt betrachtet, wenn sie beide Positionen gleichzeitig hält. Im Jahr 2015, während sie immer noch ein Mitglied des Parlaments war, wurde sie als Mitglied des Exekutive des Verwaltungsrates bei Luz Saúde (ehemals Espírito Santo Saúde) vorgestellt.

### Kandidatur für das Amt der Staatspräsidentin
Am 17. August 2015 erklärte Maria de Belém ihre Kandidatur für die Präsidentschaftswahl in Portugal 2016. Obwohl sie Mitglied der PS ist, kandidiert sie ohne offizielle Unterstützung ihrer Partei. Neben Belém treten auch Sampaio de Nóvoa und Henrique Neto als sozialistische Kandidaten an.

## Ehrungen
Belém ist seit 2005 Trägerin des Christusordens.

## Privat
Maria de Belém Roseira ist verheiratet und hat eine Tochter.